# District de Betong (Sarawak)
Le district de Betong (malais : Daerah Betong) est un district administratif de l'État malaisien du Sarawak, qui fait partie de la Division de Betong. La capitale du district est dans la ville de Betong.

### Liens connexes
- Districts de Malaisie